# Peter Kent
Peter Kent (6 september 1948 te Herten (Duitsland)) is een Duitse zanger.

## Levensloop en carrière
Peter Kent begon zijn carrière als musicalartiest. Vanaf 1975 zong hij in het groepje Love Generation. In 1979 begon hij een solocarrière. Hij scoorde in 1980 een hit met It's A Real Good Feeling. Vanaf 1986 werd hij producer. Hij huwde met de Spaanse zangeres Luisa Fernandez.

## Discografie
| Single met hitnotering(en) in de Vlaamse Ultratop 50 | Datum van verschijnen | Datum van binnenkomst | Hoogste positie | Aantal weken | Opmerkingen |
| ---------------------------------------------------- | --------------------- | --------------------- | --------------- | ------------ | ----------- |
| It's A Real Good Feeling                             | 1979                  | 28-06-1980            | 8               | 12           |             |
| You're All I Need                                    | 1980                  | 30-08-1980            | 21              | 3            |             |
| For Your Love                                        | 1980                  | 14-03-1981            | 32              | 1            |             |
| Stop 'N' Go                                          | 1981                  | 30-08-1981            | 21              | 3            |             |
| Solo Por Ti                                          | 1986                  | 10-01-1987            | 27              | 3            |             |

| Single met eventuele hitnotering(en) in de Nederlandse Top 40 | Datum van verschijnen | Datum van binnenkomst | Hoogste positie | Aantal weken | Opmerkingen |
| ------------------------------------------------------------- | --------------------- | --------------------- | --------------- | ------------ | ----------- |
| It's A Real Good Feeling                                      | 1981                  | 09-05-1981            | 23              | 5            |             |

- Gemeinsame Normdatei: 13442493X
- International Standard Name Identifier: 0000 0003 6847 6139
- MusicBrainz: 66915ba6-9fef-41b5-9645-a612ab465e79
- Nationale Bibliotheek van Tsjechië: mzk2005269602
- Virtual International Authority File: 79617301